# Dean Kilpatrick
Dean Kilpatrick, född 30 maj 1949, död 20 oktober 1977, var manager åt rockbandet Lynyrd Skynyrd innan han dog i en flygplanskrasch tillsammans med Ronnie Van Zant.